# Nymphon australe
Nymphon australe är en havsspindelart som beskrevs av Hodgson, T.V. 1902. Nymphon australe ingår i släktet Nymphon och familjen Nymphonidae. Inga underarter finns listade i Catalogue of Life.